# Carbrunneria bornemisszai
Carbrunneria bornemisszai är en kackerlacksart som först beskrevs av Karlis Princis 1954.  Carbrunneria bornemisszai ingår i släktet Carbrunneria och familjen småkackerlackor. Inga underarter finns listade.